# Пеметрексед
Пеметрексед (англ. Pemetrexed, лат. Pemetrexedum) — синтетичний лікарський препарат, який за своєю хімічною структурою є аналогом фолієвої кислоти, та застосовується внутрішньовенно. Пеметрексед уперше синтезований у лабораторії американської компанії «Eli Lilly», та уперше схвалений до застосування в медичній практиці з 2004 року під торговою маркою «Алімта».

## Фармакологічні властивості
Пеметрексед — синтетичний лікарський засіб, який за своєю хімічною структурою є аналогом фолієвої кислоти. Механізм дії препарату полягає в інгібуванні ферменту дигідрофолатредуктази, яка сприяє перетворенню метаболіта фолієвої кислоти дигідрофолієввої кислоти в тетрагідрофолієву кислоту, а також ферментів тимідилатсинтетази і гліцинамід-рибонуклеотид-форміл-трансферази, внаслідок чого гальмується синтез пуринових нуклеотидів та тимідилату в S-фазі мітозу. Пеметрексед після введення перетворюється в клітинах у поліглутаматні форми під впливом ферменту фолілполіглутаматсинтетази. Оскільки цей процес більш виражений у пухлинних клітинах, то пеметрексед діє переважно на пухлинні клітини, та значно менше впливає на метаболізм у нормальних клітинах. Пеметрексед застосовується як протипухлинний препарат для лікування мезотеліоми та недрібноклітинного і метастатичного раку легень, як у вигляді монотерапії, так і в комбінації з цисплатином, карбоплатином або гемцитабіном. Досліджується також застосування пеметрекседу при інших злоякісних пухлинах — раку підшлункової залози, раку молочної залози, раку шлунку, раку яєчника, розповсюдженому колоректальному раку та дрібноклітинному раку легень. При застосуванні пеметрекседу спостерігається значна кількість побічних ефектів, переважно пов'язаних із порушенням метаболізму фолієвої кислоти, тому препарат рекомендовано застосовувати разом із фолієвою кислотою.

### Фармакокінетика
Пеметрексед швидко розподіляється в організмі після внутрішньовенного введення, біодоступність препарату становить 100 %. Препарат добре (на 81 %) зв'язується з білками плазми крові. Пеметрексед проникає через плацентарний бар'єр, даних за виділення препарату в грудне молоко немає. Метаболізується препарат частково в печінці. Виводиться пеметрексед із організму переважно із сечею у незміненому вигляді. Період напіввиведення пеметрекседу становить 3,5 години, при порушенні функції нирок час напіввиведення препарату може збільшуватися.

## Покази до застосування
Пеметрексед застосовується для лікування мезотеліоми плеври та недрібноклітинного і метастатичного раку легень.

## Побічна дія
При застосуванні пеметрекседу побічні ефекти спостерігаються досить часто, найчастішими з них є нейропенія, тромбоцитопенія, діарея, стоматит, шкірний висип. Переважна більшість із них спричинені порушенням метаболізму фолієвої кислоти. Іншими побічними ефектами пеметрекседу є:
- Алергічні реакції та з боку шкірних покривів — свербіж шкіри, алопеція, лущення шкіри, багатоформна еритема шкіри, шкірні алергічні реакції, гарячка.
- З боку травної системи — фарингіт, нудота, блювання, запор, біль у животі, зниження апетиту, печія, диспепсія.
- З боку нервової системи — сенсорна невропатія, порушення смаку, швидка втомлюваність.
- З боку серцево-судинної системи — тахікардія.
- Інфекційні ускладнення — зниження опірності до інфекцій.
- Зміни в лабораторних аналізах — лейкопенія, анемія, підвищення рівня креатиніну в крові, підвищення активності амінотрансфераз.
- Інші побічні ефекти — при застосуванні під час вагітності можливі внутрішньоутробна загибель плода, вади розвитку плода, затримка росту плода, ембріональна токсичність.

## Протипокази
Пеметрексед протипоказаний при підвищеній чутливості до препарату, у дитячому віці, при вагітності та годуванні грудьми.

## Форми випуску
Пеметрексед випускається у вигляді ліофілізату для приготування розчину для внутрішньовенних інфузій у флаконах по 100 та 500 мг.